# Allan Briggs
Allan Briggs (n. 14 februarie 1873, Bridgeport, Connecticut, SUA – d. 12 noiembrie 1951, Vineyard Haven⁠(d), Tisbury⁠(d), Massachusetts, SUA) a fost un trăgător de tir ce a reprezentat Statele Unite ale Americii, medaliat olimpic. A participat la o ediție a Jocurilor Olimpice (1912) în care a câștigat o medalie de aur.

## Participări
Lista de mai jos prezintă principalele competiții la care a participat Allan Briggs de-a lungul carierei.
- shooting at the 1912 Summer Olympics – men's team rifle[*]